# La Balme
La Balme är en kommun i departementet Savoie i regionen Auvergne-Rhône-Alpes i sydöstra Frankrike. Kommunen ligger i kantonen Yenne som tillhör arrondissementet Chambéry. År 2022 hade La Balme 356 invånare.

## Befolkningsutveckling
Antalet invånare i kommunen La Balme
| Referens: INSEE |